# جراند أوتيل (مسلسل)
جراند أوتيل هو مسلسل إثارة وغموض مصري يعتبر النسخة المصرية من المسلسل الإسباني فندق جراند. وهو من تأليف تامر حبيب، وإخراج محمد شاكر خضير، وبطولة عمرو يوسف، وأمينة خليل، وأحمد داود، ومحمد ممدوح، وسوسن بدر، وأنوشكا. تم بث المسلسل لأول مرة بتاريخ 6 يونيو 2016.

## القصة
تدور أحداث المسلسل في أحد الفنادق الضخمة التي يسكنها مجتمع رجال الأعمال ويعقدون فيه صفقاتهم، بينما تقع جريمة قتل تتعرض لها موظفة في هذا الفندق، وتبدأ رحلة شقيق الموظفة في البحث عن القاتل لتقديمه للعدالة.

## طاقم التمثيل
- عمرو يوسف (علي)
- أمينة خليل (نازلي)
- أحمد داود (ممثل) (مراد)
- محمد ممدوح (أمين)
- أنوشكا (قسمت)
- سوسن بدر (الست سكينة)
- دينا الشربيني (ورد)
- شيرين (فخر هانم)
- ندى موسى (أمال)
- محمد حاتم (إحسان)
- مي الغيطي (فاطمة)
- رجاء الجداوي (عنايات)
- محمود البزاوي (صديق)
- آية سماحة (ضحى)

## فريق العمل
- إخراج: محمد شاكر خضير
- تأليف: تامر حبيب
- سيناريو: تامر حبيب، مجدي أمين، محمد المعتصم
- مدير التصوير: تيمور تيمور
- مونتاج: أحمد حافظ
- موسيقى تصويرية: أمين بوحافة
- تصميم الأزياء: ياسمين القاضي
- إنتاج: محمد مشيش، جمال سنان

## وصلات خارجية
- جراند أوتيل على موقع IMDb (الإنجليزية)
- جراند أوتيل على موقع نتفليكس (الإنجليزية)
- جراند أوتيل على موقع قاعدة بيانات الأفلام العربية
- جراند أوتيل على موقع قاعدة بيانات الفيلم (الإنجليزية)